# ته‌تالی

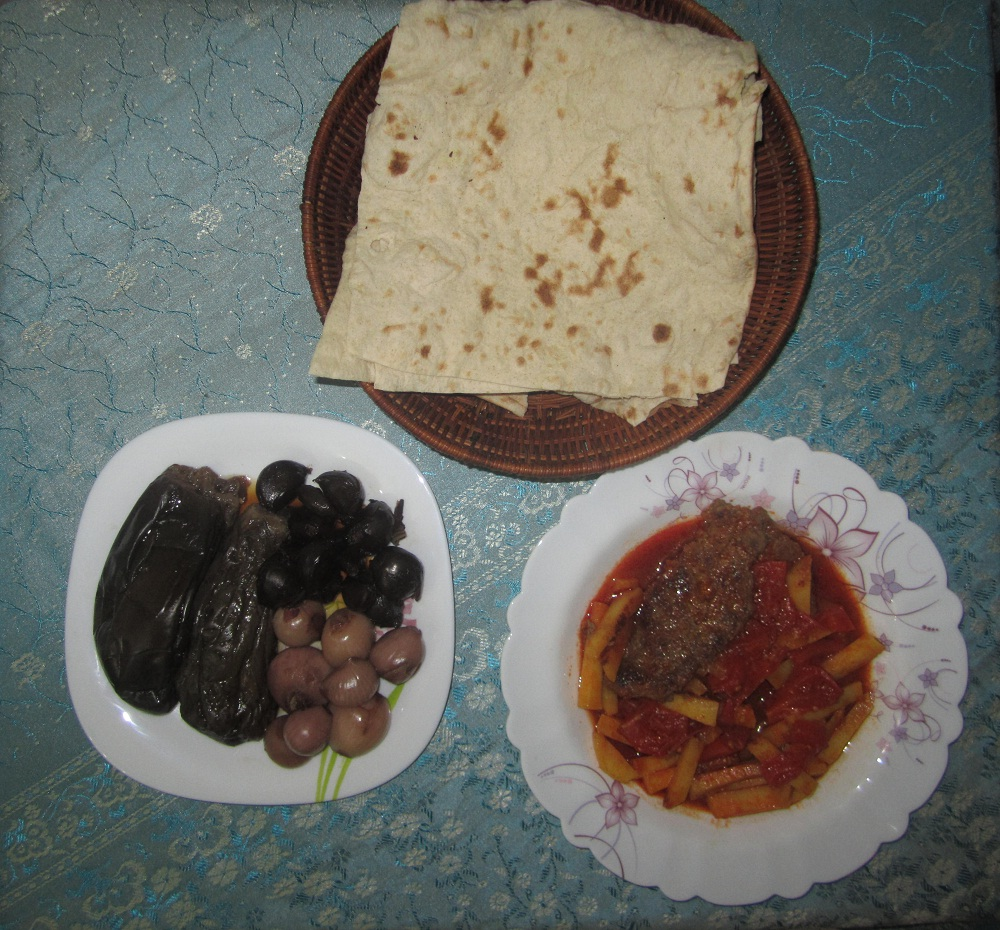
ته تالی

ته تالی یا تتالی نام نوعی غذای محلی است که در شهر اراک تهیه می‌شود.
این نام از آن جهت برای این غذا انتخاب گردیده که در قدیم در شهر اراک به ماهیتابه، تال می‌گفتند و چون گوشت را ته تال می‌خوابانده‌اند، به آن ته تالی می‌گویند. طبق کلامی موزون با عنوان "کوفته، شفته و تتالی/ غذای زنهای اراکی" که در اراک رسم است، این غذا به همراه کوفته و شفته از جمله غذاهایی هستند که زنان اراکی در خانه می‌پزند و کمتر در رستوران سرو می‌شود.
مواد اصلی تشکیل دهنده این غذا عبارتند از: گوشت چرخ کرده، پیاز رنده شده، گوجه فرنگی، سیب زمینی، رب گوجه فرنگی، ادویه و آبلیمو.